# Tunguska E.M.S.
Tunguska E.M.S. (Tunguska Electronic Music Society) — существующее в России и Германии сообщество свободной музыки (независимый нет-лейбл), распространяющейся под лицензией Creative Commons. Музыкальная составляющая — мелодичная инструментальная и электронная музыка.
Победитель в двух номинациях Jamendo Awards 2011 — музыкальной премии крупнейшего в мире веб-сервиса свободной музыки. В 2010—2012 годах у сообщества вышло 21 DVD-приложение к журналам «Мир фантастики» и «CHIP (Россия)». Музыка неоднократно использовалась в передачах немецкого телеканала ZDF. По состоянию на январь 2013 года более 21 тыс. слушателей на Last.fm.

## Принципы
Главный принцип деятельности — «Творчество ради Творчества». Финансирование деятельности Тунгуски осуществляется за счёт членских взносов участников проекта и пожертвований слушателей.
Манифест сообщества:

Сообщество «Tunguska Electronic Music Society» — это свободное творческое объединение людей, пишущих музыку для свободных людей. Творческая лаборатория проекта основана на Взаимном Уважении, Любви и Понимании. Участником «Tunguska Electronic Music Society» может стать любой желающий, разделяющий моральные принципы сообщества, а также его идеи и цели. Цель сообщества — создание пласта альтернативной музыкальной, видео- и кинокультуры, где доминирующей мотивацией творчества является само творчество.

## История
Сообщество было создано в апреле 2007 года в результате обсуждений на форуме RMMedia. Несколько поклонников научной фантастики и музыки чил-аут создали сообщество для совместной работы над популяризацией жанра в России. Помимо этого, авторы имеют собственный взгляд на случившееся в 1908 году необычное событие, известное как Тунгусский метеорит (изложен в романе Георгия Литвинова «Звёздный Стражник, бегущий по лунной дорожке»), и создание сообщества было приурочено к его 100-летию с целью привлечения внимания к феномену.
Изначальный вариант легенды:

7 часов 14 минут. 30 июня 1908 года. Планета Земля. Подкаменная Тунгуска.
При заходе на посадку для смены очередной наблюдательной смены на Луне, Аргонский патрульный крейсер «Альтион» терпит бедствие и, захваченный магнитным полем Земли, стремительно входит в атмосферу планеты. На высоте нескольких десятков километров над поверхностью, с целью избежания экологической катастрофы, экипаж ценой жизни подрывает двигательные установки.

Впоследствии легенда была уточнена:

30 июня 1908 года аргонский патрульный крейсер «Альтион» ( Беркут по-русски, см. Казанцева, Манго-Манго) выполняя рутинный патрульный полёт недалеко от нашего спутника,  обнаружил опасный, и замаскированный под комету, боевой зонд  бывшей мятежной провинции Галактики.  Целью зонда было уничтожение нашей планеты, как ценного объекта,  находящегося в своём развитии недалеко от  грани вступления в федерацию народов Галактики и играющего большую роль в этом секторе Вселенной.
После жестокого боя, исчерпав последние ресурсы, крейсер Альтион пошёл на таран и уничтожил опасный зонд. Обломки крейсера рухнули в районе Подкаменной Тунгуски образовав озеро Чеко, где спустя 3 года вторая аргонская исследовательская  служба провела не имеющую аналогов в истории спасательную операцию, эвакуировав и деактивировав  все артефакты на месте катастрофы.

В течение первого года работы был выпущен первый диск серии под названием Tunguska Chillout Grooves. Затем появился ещё ряд сборников музыки.
Начиная с октября 2009 года, музыка «Тунгуски» неоднократно используется в выпусках передачи «Elektrischer Reporter» немецкого телеканала ZDF. Со слов Г. Литвинова, к концу 2010 года музыка лейбла была включена также в звуковые архивы телеканала ARD и компании Constantin Medien.
С октября 2010 года музыка, написанная сообществом, регулярно публикуется на DVD-приложении к журналу «Мир Фантастики». Оговорено долгосрочное сотрудничество с изданием по выпуску всех релизов Тунгуски. 4 ноября 2014 года Tunguska E.M.S. выпустила первый совместный альбом с фондом Викимедиа РУ в формате 3plet.

### Логотип
Оранжевое солнце — это звезда Сальвейра в системе Большого Аргона, системы, корабль которой, по легенде, потерпел катастрофу над Тунгуской в 1908 году.

## Настоящее и будущее
Музыка сообщества «Tunguska Electronic Music Society» на сегодня представлена на всех ведущих медиа-порталах планеты релизами серии «Tunguska Chillout Grooves» и звучит для людей по всему миру.
В процессе — монтаж первого документально-экологического фильма сообщества «Сердце Тайги», работа по написанию музыки к фильмам и проектам телеканалов Animal Planet и Discovery History, для сетевых презентаций журналов GEO и National Geographic и для двух производителей компьютерных игр и консолей.

### Музыкальные проекты сообщества
- Tunguska Chillout Grooves (vol. 1 — vol. 8) — сборники мелодичного чил-аута;
- Tundra Ambient Dreams (vol. 1 — vol. 3) — сборники релаксационной музыки и музыки для медитаций или раздумья;
- Transsiberian Express — музыкальный фильм о проекте «Тунгуска»;
- Taiga Feeling — музыкальный фильм о природе и красоте Севера и сборники мелодичного чил-аута с элементами фолк-музыки и этники;
- Tunguska Project (vol. 1 — vol. 3) — сборник драматичного, жёсткого, машинного чил-аута, машинимы и агрегат-блюза;
- Nikola Tesla Tribute — сборник, посвящённый памяти великого экспериментатора и учёного Николы Теслы;
- Salveira — литературный сборник лирики, научной фантастики и произведений участников проекта;
- Altion. Out of Memory — сборник космического чил-аута;
- Tunguska Phenomenon — сборник тунгусского чил-аута;
- Siberian Jungle (vol. 1 — vol. 3) — сборник интеллиджент драм-н-бейса, джангла и смежных жанров;
- Tunguska principle — сборник «тунгусского чил-аута»;
- Perver Underground — сборник быстрых клубных треков;
- The best of Argon — сборник ремиксов на лучшие треки «тунгусских» проектов;
- The best of Tunguska — сборники лучших композиций сообщества;
- Seat and Relax — сборник «тунгусского чил-аута»;
- Sounds of Silver Clouds — сборник «тунгусского чил-аута»;
- Tunguska Expedition — сборник «тунгусского чил-аута».

### Дискография
| ID         | Альбом                                                           | Релиз      | Дл-ть    | Жанр |
| ---------- | ---------------------------------------------------------------- | ---------- | -------- | --- |
| TUN 001DD  | Tunguska Chillout Grooves / vol. 1                               | 2008.06.20 | 01:14:48 | newage, instrumental, ambient, chillout                                                                                               |
| TUN 002DD  | Tunguska Chillout Grooves / vol. 2                               | 2009.03.04 | 01:12:39 | newage, instrumental, ambient, chillout                                                                                               |
| TUN 003DD  | Tunguska Chillout Grooves / vol. 3 (Lilith & Selena)             | 2009.04.20 | 02:27:15 | lounge, ambient, synthpop, chillout                                                                                                   |
| TUN 004DD  | Tunguska Chillout Grooves / vol. 4                               | 2009.11.12 | 02:35:56 | electronic, experimental, ambient, easylistening, chillout, tunguska, adventure                                                       |
| TUN 005DD  | Tunguska Chillout Grooves / vol. 5                               | 2010.04.20 | 01:16:48 | lounge, downtempo, ambient, chillou                                                                                                   |
| TUN 006DD  | Ellipsis: Tunguska.Shaman.Vimana.                                | 2010.06.30 | —        | instrumental, ambient, ethno, technoambient                                                                                           |
| TUN 007DD  | Ellipsis: Tunguska.Across.Sphere.                                | 2010.06.30 | —        | lounge, instrumental, downtempo, ambient                                                                                              |
| TUN 008DD  | Ellipsis: Tundra.Ambient.Dreams.                                 | 2010.06.30 | —        | instrumental, downtempo, ambient, relaxing                                                                                            |
| TUN 009DD  | Favorite[19]                                                     | 2010.09.01 | —        | |
| TUN 010DD  | Tunguska Chillout Grooves / vol. 6                               | 2010.11.20 | —        | lounge, new age, instrumental, chillout                                                                                               |
| TUN 011DD  | Chernobyl Retrospective                                          | 2010.12.15 | —        | experimental, instrumental, industrial, modernclassical                                                                               |
| TUN 012DD  | Ellipsis II: Tunguska.Across.Sphere. / vol. 2                    | 2010.12.27 | —        | lounge, jazz, chillout, relaxing |
| TUN 013DD  | tUNGUSKA dEADLOCK                                                | 2012.10.27 | —        | |
| TUN 014DD  | Ellipsis II: Tundra.Ambient.Dreams. / vol. 2                     | 2010.12.27 | —        | experimental, ambient, electronical                                                                                                   |
| TUN 015DD  | Ellipsis II: Tunguska.Shaman.Vimana. / vol. 2                    | 2010.12.27 | —        | space, synthpop, voices, electronical                                                                                                 |
| TUN 016DD  | Siberian Jungle / vol. 1                                         | 2010.12.30 | —        | instrumental, atmospheric, drumnbass, intelligent                                                                                     |
| TUN 017DD  | Tunguska Artefacts: Orange Tram[20]                              | 2011.03.02 | —        | instrumental, progressiverock, artrock, guitars                                                                                       |
| TUN 018DD  | Tunguska Artefacts: Spring Bloom                                 | 2011.03.08 | —        | piano, instrumental, soundtrack, chillout                                                                                             |
|            | Tunguska Chillout Grooves / vol. 7 (promo)                       | 2011.03.21 | —        | lounge, space, chillout, tunguska |
| TUN 019DD  | Tunguska Chillout Grooves / vol. 7                               | 2011.04.12 | —        | instrumental, ambient, space, chillout                                                                                                |
| TUN 020DD  | Siberian Jungle / vol. 2                                         | 2011.02.22 | —        | instrumental, atmospheric, drumnbass, intelligent                                                                                     |
|            | Ellipsis III (Pre-Release Sampler)                               | 2011.06.16 | —        | lounge, newage, ambient, chillout, tunguska                                                                                           |
| TUN 021DD  | Tunguska Summer Solstice / vol. 1                                | 2011.06.21 | —        | ambient, chillout, downtempo, instrumental, lounge, new age                                                                           |
| TUN 022DD  | Ellipsis III: Tundra.Ambient.Dreams. / vol. 3                    | 2011.07.07 | —        | experimental, ambient, electronical                                                                                                   |
| TUN 023DD  | Ellipsis III: Tunguska.Across.Sphere. / vol. 3                   | 2011.07.05 | —        | lounge, jazz, chillout, relaxing |
| TUN 024DD  | Ellipsis III: Tunguska.Shaman.Vimana. / vol. 3                   | 2011.07.06 | —        | space, synthpop, voices, electronical                                                                                                 |
| TUN 025DD  | Phaeton Chronicles                                               | 2011.10.08 | —        | techno, experimental, electronical, deep, tunguska                                                                                    |
| TUN 026DD  | Christmas Eve                                                    | 2011.12.24 | —        | electronic, ambient |
| TUN 027DD  | Point: Chunja Rapids                                             | 2012.03.10 | —        | instrumental, ambient, tunguska |
| TUN 028DD  | Tunguska Chillout Grooves / vol. 8                               | 2012.04.12 | —        | lounge, instrumental, electronic, chillout, tunguska                                                                                  |
| TUN 029DD  | Craters: Romeiko                                                 | 2012.03.31 | —        | new age, instrumental, ethno, chillout, tunguska                                                                                      |
| TUN 030DD  | Siberian Jungle / vol. 3                                         | 2012.04.22 | —        | electronic, drum’n’bass, jungle |
| TUN 031DD  | Point: Vanavara                                                  | 2012.06.30 | —        | instrumental, ambient, tunguska |
| TUN 032DD  | Tunguska Expedition (2012)                                       | 2012.10.27 | —        | electronic |
| TUN 033DD  | Modern Classic (2012)                                            | 2012.10.27 | —        | electronic, modern, classical |
| TUN 034DD  | Siberian Jungle / vol. 4                                         | 2012.12.29 | —        | electronic, drumnbass, liquidfunk, tunguska                                                                                           |
| TUNC 001   | Tunguska Constellation: Electro-Nick - The Dark Side Of The Thir | 2013.02.11 | 00:33:33 | instrumental, downtempo, ambient, krautrock, tunguska                                                                                 |
| TUN 035DD  | Point: UNKNOWN                                                   | 2013.03.02 | 01:05:18 | instrumental, electronic, ambient, chillout, tunguska                                                                                 |
| TUN 036DD  | Tunguska Chillout Grooves / vol. 9                               | 2013.04.11 | 01:21:48 | instrumental, downtempo, electronic, ambient, tunguska                                                                                |
| TUN 037DD  | Tunguska Chillout Grooves X / vol. 10                            | 2013.06.30 | 00:58:00 | lounge, instrumental, electronic, chillout, tunguska                                                                                  |
| TUN 038DD  | Craters: Logancha                                                | 2013.09.17 | 01:22:35 | instrumental, downtempo, soundtrack, ambient, tunguska                                                                                |
| TUNC 002   | Tunguska Constellation: EXIT project - Son Cherished Most        | 2013.10.15 | 00:42:27 | instrumental, downtempo, ambient, experimental, tunguska                                                                              |
| TUN 039DD  | Tunguska Expedition 2                                            | 2013.11.17 | 01:16:11 | instrumental, downtempo, electronic, space, tunguska                                                                                  |
| TUN 041DD  | Tunguska Artefacts: Terra Tunguska                               | 2013.12.21 | 01:05:17 | instrumental, electronic, relaxing, christmas, tunguska                                                                               |
| TUNC 005   | Tunguska Constellation: A.e.r.o. - World Language[21]            | 2013.12.25 | —        | |
| TUNC 003   | Tunguska Constellation: Empiric - Anno Domini                    | 2014.01.16 | 01:07:14 | instrumental, electronic, ambient, experimental, tunguska                                                                             |
| TUNC 004   | Tunguska Constellation: All Objects Lost - All Objects Los       | 2014.01.26 | 00:48:07 | downtempo, chillout, femalevocal, enigmatic, tunguska                                                                                 |
| TUNC 042DD | T                                                                | 2014.02.30 | 01:10:28 | instrumental, ambient, chillout, tunguska, tesla                                                                                      |
| TUN 043DD  | Tunguska Chillout Grooves / vol. 11                              | 2014.04.11 | —        | lounge, instrumental, ambient, chillout, tunguska                                                                                     |
| TUN 044DD  | Siberian Jungle / vol. 5                                         | 2014.04.22 | —        | instrumental, drumnbass, jungle, liquidfunk, tunguska                                                                                 |
| TUN 040DD  | Tunguska Artefacts: Autumn Tram                                  | 2014.05.01 | —        | instrumental, melodic, chillout, artrock, tunguska                                                                                    |
| TUN 045DD  | Point: Altai                                                     | 2014.06.10 | 01:16:22 | instrumental, electronic, ambient, chillout, tunguska                                                                                 |
| TUN 046DD  | Craters: Cheko                                                   | 2014.06.30 | 01:02:32 | instrumental, ethno, chillout, relaxing, tunguska                                                                                     |
| TUN 047DD  | Craters: El'gygytgyn                                             | 2014.11.30 | 01:13:15 | — |
| TUNC 006   | Tunguska Constellation: Oleg Sirenko - Atmospheric's. No Gravity | 2014.12.09 | —        | — |
| TUNC 007   | Tunguska Constellation: EXIT project - The Past is the Future    | 2014.12.23 | —        | — |
| TUN 048DD  | Phaeton Chronicles 2                                             | 2015.02.21 | —        | — |
| TUN 049DD  | Tunguska Chillout Grooves / vol. 12 (Tunguska Dozen)             | 2015.04.12 | 01:26:53 | electronic ambient chillout downtempo dub instrumental lounge                                                                         |
| TUNC 008   | Tunguska Constellation: Импрум - один оборот вокруг Солнца       | 2014.06.05 | 01:50:27 | electronic, ambient, atmospheric, soundtrack, experimental, synth, cinematique                                                        |
| TUN 050DD  | Tunguska Expedition 3                                            | 2015.06.30 | 01:05:40 | atmospheric, groove, funk, electronic, ambient, synth, tunguska                                                                       |
| TUN 051DD  | Point: ELBRUS                                                    | 2015.12.25 | 01:12:02 | chillout, ambient, electronic, downtempo, lounge                                                                                      |
| TUN 052DD  | Phaeton Chronicles 3                                             | 2016.03.07 | 01:6:34  | experimental, ambient, beat, chillout, electronic, psychedelic, cinematique, space, synth, grooves, scifi, piano, dream, pads, guitar |
| TUN 053DD  | Point: Cape Fligely. Part 1. Day                                 | 2016.04.12 | 02:06:11 | electronic, ambient, chillout, downtempo, instrumental, lounge                                                                        |
| TUN 054DD  | Tunguska Chillout Grooves / vol. 13                              | 2016.06.30 | 01:16:02 | electronic, ambient, chillout, downtempo, instrumental, lounge                                                                        |
| TUN 055DD  | Point: BTA                                                       | 2016.07.20 | 01:30:16 | electronic, ambient, chillout, downtempo, instrumental, lounge                                                                        |
| TUN 056DD  | Point: Cape Fligely. Part 2. Night                               | 2016.10.12 | 01:11:11 | electronic, ambient, chillout, downtempo, instrumental, lounge                                                                        |
| TUN 057DD  | Decade for Decide (Best of 2007-2017)                            | 2017.04.12 | 01:16:15 | electronic, ambient, chillout, downtempo, instrumental, lounge                                                                        |
| TUN 058DD  | Point: Beshtau                                                   | 2017.06.30 | 01:25:04 | ambient, electronic, downtempo |
| TUNC 010   | Tunguska Constellation: luchiki - metanoya                       | 2017.11.27 | 00:29:04 | electronic, chillout, downtempo, ambient, experimental                                                                                |
| TUNC 011   | Tunguska Constellation: imprum - donbass live                    | 2017.12.02 | 00:52:28 | downtempo, electronic, ambient, chillout, experimental                                                                                |
| TUN 059DD  | Craters: Suavjarvi                                               | 2018.01.01 | 01:59:23 | electronic, ambient, chillout, downtempo, folk, instrumental, lounge, world music                                                     |
- TUNC — сольные альбомы участников сообщества.
  - Альбом T издан 30 февраля, в силу того, что авторы считают, что при составлении календаря февраль обокрали на 1 день.

## Авторы и исполнители, участники сообщества
- Максим Вербицкий (Max Verbitski) — белорусский композитор (г. Вилейка, проживает в г. Минск). Закончил музыкальную школу по классу саксофона. Разработчик и создатель своего собственного стиля Diffcult. Любимые инструменты — саксофон, рояль. Выпустил альбом Curriculum Vitae.
- Виктор Градов (Viktor Gradov) — российский (Санкт-Петербург) композитор, аранжировщик. Учился в Ленинградском хоровом училище им. Глинки при академической капелле[22]. Занимается электронно-инструментальной музыкой в стилях: Chillout, New Age, World Music, Electronic, Nu jazz, Pop. В 2012 году выпустил сольный инструментальный альбом «The Symphony Age».
- Олег Сиренко (Oleg Sirenko).
- Алексей Чистилин (Alexey Chistilin) — российский (Ростове-на-Дону) композитор, аранжировщик[23]. Работает с мелодической и гармонической инструментальной музыкой. Дискография.
- Ольга Шотландия (Olga Scotland) — выпустила несколько сольных электронных альбомов в жанрах New Age, Instrumental. Сотрудничает с мульт-студией Анимуба и проектами Яндекс.Открытки, Яндекс.Игрушки, её музыка используется в интернет-играх и игровых приложениях Вконтакте. Флейтистка и один из создателей инструментального проекта Мыс Луны. Дискография Olga Scotland на Jamendo[24].
- Bigfoot — Георгий Литвинов (George Litvinov), основатель сообщества Tunguska. Инженер связи, продюсер, блогер (известен как Артём Драгунов [10]), музыкант, писатель. Проживает в Германии, работает на телевидении.
- Darg Sodrag — администратор, куратор сборников ambient, world, drum'n'bass[25].

### Коллективы
- Art project "?!" — белорусский коллектив работающий с электронной музыкой. Состоит из трёх участников. Коллектив принимал участие в международных фестивалях: «Systo palty» (Санкт-Петербург, Россия), «Misterika» (Крым, на момент участия — Украина), «DAX XII» (Берлин, Германия), Amebio (Прага, Чехия).
- EXIT project — российская музыкальная группа, исполняющая инструментальную музыку в стиле «Арт-фьюжн» (Nu jazz, World music, Electronic, Fusion).

## Распространение

### Интернет
Для распространения в Интернете задействованы файлообменники и торренты:
| Jamendo[26]       | на 2013 январь | Все композиции (прослушивание) Все альбомы (скачивание) | > 2 523 000 > 508 000 |
| Last.fm[6]        | на 2013 январь | Слушателей Прослушиваний                                | > 21 000 > 165 000    |
| RuTracker.org[27] | на 2013 январь | Все альбомы (скачивание)                                | > 60 000              |

### DVD-приложения к журналам
- DVD-приложение к журналу Мир фантастики (ежемесячный тираж журнала ~ 45 000 экз., диском комплектуется не весь тираж);

| 2010 октябрь[14] | Tunguska Favorite | ~ 40 000 |
| 2011 февраль[15] | Tunguska Chillout Grooves / vol. 1 и 2                                                                                             | ~ 40 000 |
| 2011 апрель[16]  | Tunguska Chillout Grooves / vol. 3 (Lilith & Selena)                                                                               | ~ 40 000 |
| 2011 июнь        | Tunguska Chillout Grooves / vol. 4                                                                                                 | ~ 40 000 |
| 2011 июль        | Tunguska Chillout Grooves / vol. 5                                                                                                 | ~ 40 000 |
| 2011 август      | Tunguska Chillout Grooves / vol. 6                                                                                                 | ~ 40 000 |
| 2011 сентябрь    | Tunguska Chillout Grooves / vol. 7                                                                                                 | ~ 40 000 |
| 2011 декабрь     | Ellipsis: Tunguska.Shaman.Vimana.                                                                                                  | ~ 40 000 |
| 2012 январь      | Ellipsis: Tunguska.Across.Sphere. Ellipsis: Tundra.Ambient.Dreams.                                                                 | ~ 40 000 |
| 2012 февраль     | Ellipsis II: Tunguska.Across.Sphere. vol.2 Ellipsis II: Tundra.Ambient.Dreams. vol.2 Ellipsis II: Tunguska.Shaman.Vimana. vol.2    | ~ 40 000 |
| 2012 апрель      | Tunguska Chillout Grooves / vol. 8                                                                                                 | ~ 40 000 |
| 2012 май         | Ellipsis III: Tunguska.Across.Sphere. vol.3 Ellipsis III: Tundra.Ambient.Dreams. vol.3 Ellipsis III: Tunguska.Shaman.Vimana. vol.3 | ~ 40 000 |
| 2012 июль        | Tunguska Artefacts: Orange Tram | ~ 40 000 |
| 2012 август      | Craters: Romeiko | ~ 40 000 |
| 2012 сентябрь    | Phaeton Chronicles | ~ 40 000 |
| 2012 октябрь     | Point: Chunja Rapids | ~ 40 000 |
| 2012 декабрь     | Free Music For Free People | ~ 40 000 |
| 2014 январь      | Tunguska Chillout Grooves / vol. 9                                                                                                 |          |
| 2015 январь      | Craters: Cheko |          |
- DVD-приложение к журналу CHIP (Россия), (ежемесячный тираж 70 000 экз.)[28];

| 2010 май    | Tunguska Chillout Grooves / vol. 1           | 70 000 |
| 2011 апрель | Siberian Jungle / vol. 1                     | 70 000 |
| 2011 май    | Tunguska Chillout Grooves / vol. 5           | 70 000 |
| 2011 август | Siberian Jungle / vol. 2                     | 70 000 |
| 2013 март   | Siberian Jungle / vol. 3                     | 70 000 |
| 2013 апрель | Siberian Jungle / vol. 4                     | 70 000 |
| 2013 май    | Ellipsis: Tunguska.Across.Sphere. / vol. 1-3 | 70 000 |
| 2013 июнь   | Modern Classic (2012)                        | 70 000 |

### Собственные издания (Tunguska EMS)
| 2008 август | Tunguska Chillout Grooves / vol. 1 | 500 |
| 2009 август | Tunguska Chillout Grooves / vol. 2 | 500 |
| 2012 июнь   | Tunguska Artefacts: Orange Tram    | 500 |

### Выступления и концерты
- 29 апреля 2010 года — второй научно-фантастический фестиваль SyFy Poehali Party, организованный телеканалом Syfy Universal при участии компании Акадо и Политехнического музея[11][29].
- 4 июля 2012 года — фестиваль инструментальной музыки «Артефакт-фест»[20].
- 25 августа 2012 года — фестиваль «Вкусный блог» в Беларуси[30].
- 21 февраля 2015 года — музыкальный фестиваль «Тунгуски. День Т». Арт-кафе «Море Внутри»[31].

## Награды
| Дата       | Организатор | Премия              | Номинация        | Место   |
| ---------- | ----------- | ------------------- | ---------------- | ------- |
| 2011.07.15 | Jamendo     | Jamendo Awards 2011 | Electro[32]      | Лауреат |
| 2011.07.15 | Jamendo     | Jamendo Awards 2011 | Instrumental[32] | Лауреат |